# آرکیدو استودیو
آرکیدو استودیو (انگلیسی: Arkedo Studio) شرکت بازی ویدئویی فرانسوی است، که در سال ۲۰۰۶ تأسیس شد.